# Styrelsen for Samfundssikkerhed
Styrelsen for Samfundssikkerhed är ett direktorat i Danmark. Det bildades 29 januari 2025 och har sitt säte i Birkerød.  Den ger råd till myndigheter, företag och medborgare om hot och risker i samhället och hanterar uppgifter som cybersäkerhet, försörjningstrygghet och informationssäkerhet. Dessutom samordnar myndigheten den nationella krishanteringen, inklusive Den Nationale Operative Stab.